# Maddalena Caterina Morano
Blahoslavená Maddalena Caterina Morano (15. listopadu 1847 Chieri – 26. března 1908 Katánie) byla italská řeholnice Kongregace Dcer Panny Marie Pomocnice. Katolická církev jí uctívá jako blahoslavenou.

## Život
Narodila se 15. listopadu 1847 v Chieri jako šestá z osmi dětí Francesca Morana.
V dětství ji zemřelo náhle pět bratrů, sestra i otec. Maddalena se stala jedinou živitelkou rodiny. Vzdělání získala za pomoci svého strýce, který byl knězem. Když jí bylo 14 let, bylo v obci Buttigliera d'Asti vzdělávací centrum a Maddalena zde byla najata jako učitelka. Roku 1866 získala diplom vzdělání v pedagogice a v této době chtěla vést zasvěcený život. Finanční situace její rodiny jí nedovolila odejít do řeholního života, proto dále pracovala jako učitelka a to v obci Montaldo Torinese. Zde působila až do roku 1878.
Když jí bylo 30 let, podala si žádost vstoupit ke Kongregaci Milosrdných sester svatého Vincence de Paul, zde nebyla přijata. Stejná situaci vznikla při žádosti ke vstupu k Dominikánkám. Za nějaký čas byla přijata sv. Giovanni Boscem a tím se stala členkou Kongregace Dcer Panny Marie Pomocnice. Dne 4. září 1879 přijala hábit a složila své časné sliby. O rok později složila sliby věčné. V kongregaci působila stále jako učitelka a navíc jako kuchařka.
Roku 1881 odešla do Trecastagni, kde se stala ředitelkou školy. Poté se stala představenou kongregačního domu v Turíně a nakonec odešla na Sicílii. Během svého života založila 19 domů, 12 oratoří, 6 škol, 5 azylů, 4 konvikty a 3 náboženské školy.
Zemřela 26. března 1908 na následky rakoviny.

## Proces blahořečení
Její proces blahořečení byl zahájen v 12. července 1935 v arcidiecézi Katánie. Den 1. září 1988 uznal papež sv. Jan Pavel II. její hrdinské ctnosti.
Dne 28. ledna 1994 uznal papež zázrak uzdravení na její přímluvu. Blahořečena byla 5. listopadu 1994.